# Вересов, Павел Кириллович
Павел Кириллович Вересов (1921—2000) — механик-водитель танка Т-34 2-го танкового батальона 13-й гвардейской танковой бригады (4-й гвардейский танковый корпус, 1-й Украинский фронт), гвардии старший сержант.

## Биография
Павел Кириллович Вересов родился на хуторе Сергеевка Белозерского уезда Череповецкой губернии (ныне — в Белозерском районе Вологодской области) в крестьянской семье. В 1939 году окончил среднюю школу в городе Белозерск. Поступил в Ленинградский химико-технологический институт, но осенью Фрунзенским райвоенкоматом был призван в ряды Красной армии.
На фронтах Великой Отечественной войны с июня 1941 года.
В боях на Харьковском направлении с 5 по 23 августа 1943 года механик-водитель танка Т-34 умело управлял своим танком, помогая командиру и экипажу вести бой с противником, уничтожая живую силу и технику противника. Экипажем за эти дни уничтожен средний танк Т-3, 2 противотанковых орудия и 4 машины с грузами и боеприпасами. Приказом по 13-й гвардейской танковой бригаде от 21 сентября 1943 года Вересов был награждён медалью «За отвагу».
В боях за город Малин Житомирской области своими действиями по управлению танком помог экипажу сжечь танк «Тигр», раздавил гусеницами 2 противотанковых орудия вместе с расчётами и уничтожить до 20 солдат противника. Когда танк был окружён танками противника, вывел его из-под губительного огня орудий противника. Приказом по 4-му гвардейскому танковому корпусу от 14 января 1944 года гвардии старший сержант Вересов был награждён орденом Славы 3-й степени.
В Львовско-Сандомирской операции экипаж танка механика-водителя Вересова в бою за село Ясеновцы Золочевского района Львовской области уничтожил огнём и гусеницами до 150 солдат и офицеров противника, 20 повозок с грузами и 6 автомашин. Приказом по 60-й армии от 14 августа 1944 года гвардии старший сержант Вересов был награждён орденом Славы 2-й степени.
В боях 14—18 марта 1945 года за село Марнивильтц  в Чехии  экипаж танка подавил 3 противотанковых орудия, уничтожил 2 дота, сжег 10 автомашин и истребил 10 солдат противника. Указом Президиума Верховного Совета СССР от 27 июня 1945 года механик-водитель гвардии старший сержант Вересов был награждён орденом Славы 1-й степени.
В октябре 1945 года гвардии старшина Вересов демобилизовался. В 1957 году окончил Московский энергетический институт. Работал инженером-электриком на одном из предприятий города Череповец.
6 апреля 1985 года в честь 40-летия Победы он был награждён орденом Отечественной войны 1-й степени.
Скончался Павел Кириллович Вересов 6 ноября 2000 года.